# ニール・パウエル
ニール・パウエル（Neil Powell、1978年6月28日 - ）は、南アフリカ共和国のラグビー指導者。現在7人制南アフリカ共和国代表のヘッドコーチを務めている。

## プロフィール
- ナミビア・ウィントフック出身[1]。
- 現役時代のポジションはスクラムハーフ(SH)。
- 7人制南アフリカ共和国代表に選ばれたことがある[2]。

## 略歴
現役時代、ブルーブルズ・シャークスなどでプレーしていた。
現役引退後、2013年、7人制南アフリカ共和国代表のヘッドコーチに就任。
2016年、2016リオ五輪では南アフリカ銅メダル獲得に貢献。